# Eutrichillum hirsutum
Eutrichillum hirsutum là một loài bọ cánh cứng trong họ Bọ hung (Scarabaeidae).